# Ремшайд

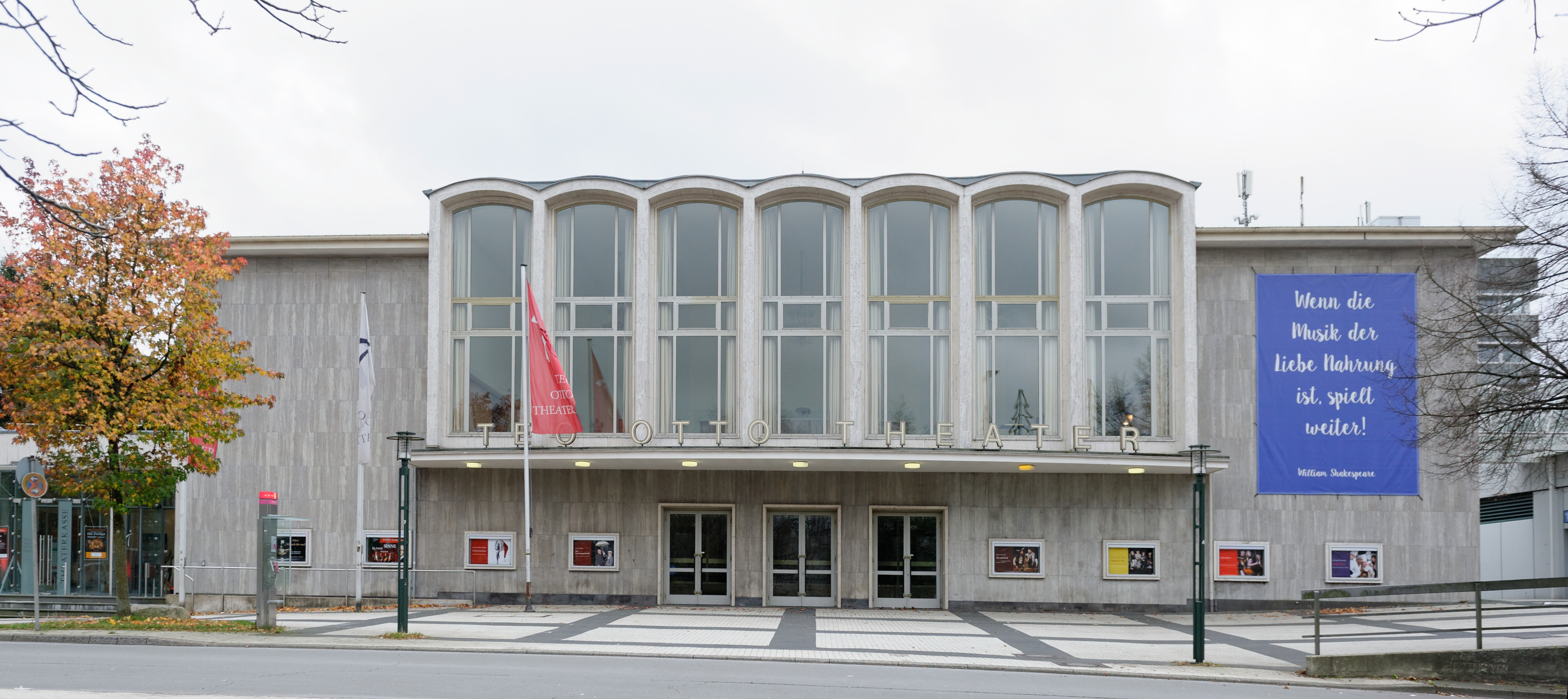
Тео-Отто-Театр

Ремшайд (нем. Remscheid) — город в Германии, в земле Северный Рейн-Вестфалия. Расположен на левом берегу реки Вуппер. Входит в городскую агломерацию «Рейнско-Рурский регион». На западе граничит с городом Золинген. В городе Ремшайд развита металлообработка, машиностроение, металлургия, текстильная промышленность. Есть железнодорожный вокзал.
Население — 112,7 тыс. жителей (2009); в 2000 г. — 120,1 тысяч.

## География
Ремшайд расположен на горных склонах Бергишес-Ланд во внутренней части большой дуги, описываемой рекой Вуппер, над глубоко врезанными долинами её притоков Эшбах и Морсбах (Morsbach), а также их боковыми долинами к востоку от Золингена и к югу от Вупперталя, которые также являются двумя ближайшими крупными городами.
Самая высокая точка Ремшайд находится в Хоэнхагене (Hohenhagen) на Бродтберге (Brodtberg). Её отметка составляет 378,86 м над уровнем моря. Самая низкая точка находится на реке Вуппер у Визенкоттена (Wiesenkotten) (96 м над уровнем моря). Наибольшее расстояние городской территории с севера на юг составляет 9,4 км, наибольшее расстояние с запада на восток - 12,4 км. Моментальная разница температур в черте города может составлять 5°C.
Ремшайд известен значительным количеством осадков, которые подпитывают ряд искусственно созданных водоёмов. Особенно они интенсивны в зимние месяцы и по этому показателю Ремшайд является одним из самых влажных мест в Германии. Зафиксированы случаи, когда выпадало до 100 и более л/м² в месяц.
30% городской территории занято лесами, поэтому Ремшайд также называют «большим городом в сельской местности».

### Соседние территории
С Ремшайдом граничат следующие территории городов:
- север Вупперталь
- северо-восток Радеформвальд (район Обербергиш)
- восток Радеформвальд
- юго-восток Хюккесваген (район Обербергиш)
- юг Вермельскирхен (район Райниш-Бергиш)
- юго-запад Золинген
- запад Золинген
- северо-запад Вупперталь

### Структура города

#### Городские округа и районы
Город Ремшайд сегодня состоит из четырех округов: Альт-Ремшайд, Ремшайд-Зюд, Леннеп и Люттрингхаузен. В прошлом округ Альт-Ремшайд был разделен на две части: центра города и север / Хастен и запад, так что в то время в общей сложности было шесть округов. Каждый городской округ имеет свой окружной совет, председателем которого является бургомистр соответствующего округа.
Округа города делятся на районы с собственными названиями, а те подразделяются на жилые массивы с собственными названиями. Это либо исторически переданные названия старых поселений, либо новые застройки. Границы этих районов и жилых массивов обычно точно не определены.

#### Жилые массивы
В городе насчитывается более 240 жилых массивов. Они распределяются по округам следующим образом:
- Альт-Ремшайд: 
  - Ауэ (Aue), Виргден I (Birgden I), Блюменталь (Blumental), Бюхель (Büchel), Бюхен (Büchen), Фюрберг (Fürberg), Герштау (Gerstau), Гюльденверт (Güldenwerth), Хадденьах (Haddenbach), Хазенклев (Hasenclev), Хастен (Hasten), Хёльтерфельд (Hölterfeld), Хоф Хайдхоф (Hof Heidhof), Хоэнхаген (Hohenhagen), Хольц (Holz), Хонсберг (Honsberg), Хюц (Hütz), Ибах (Ibach), Кременхоль (Kremenholl), Кюппельштайн (Küppelstein), Лобах (Lobach), Морсбах (Morsbach), Папенберг (Papenberg), Плац (Platz), Рат (Rath), Райнсхаген (Reinshagen), Розенхюгель (Rosenhügel), Зипен (Siepen), Штайнберг (Steinberg), Тироль (Tyrol), Фирингхаузен (Vieringhausen) и Вестхаузен (Westhausen).

- Ремшайд-Зюд:
  - Байзипен (Baisiepen), Бергхаузен (Berghausen), Блидингхаузен (Bliedinghausen), Меннингхаузен (Menninghausen), Бёкерхёэ (Bökerhöhe), Эригнхаузен (Ehringhausen), Фалькенберг (Falkenberg), Хандвайзер (Handweiser), Лоборн (Loborn), Миксзипен (Mixsiepen), Нойенкамп (Neuenkamp), Прайермюле (Preyersmühle) и Штрук (Struck).

- Ремшайд-Люттрингхаузен:
  - Биргден III (Birgden III), Блюме (Blume), Бушерхоф (Buscherhof), Кларенбах (Clarenbach), Клеменсхаммер (Clemenshammer) (только частично Люттрингхаузен), Фарренбраккен (Farrenbracken), Гарсхаген (Garschagen), Гольденберг (Goldenberg), Гроссхюльсберг (Großhülsberg), Грунд (Grund), Грюне (Grüne), Грюндерхаммер (Gründerhammer), Грюненплац (Grünenplatz), Хальбах (Halbach), Германсмюле (Hermannsmühle), Хойзипен (Heusiepen), Клаузен (Klausen), Краненхоль (Kranenholl), Лангенхаус (Langenhaus), Лайермюле (Leyermühle), Линде (Linde) (только частично Люттрингхаузен), Нойланд (Neuland), Нюдельсхальбах (Nüdelshalbach), Олинграт (Oelingrath), Шпельсберг (Spelsberg), Шпельсберг Хаммер (Spelsberger Hammer), Штоллен (Stollen), Штурсберг (Stursberg), Таккермюле (Tackermühle), Вестен (Westen) и Вюсте (Wüste).

- Ремшайд-Леннеп:
  - Ауф дер Хардт (Auf der Hardt), Бергиш Борн (Bergisch Born), Биргден II (Birgden II), Бёлефельд (Böhlefeld), Буххольцен (Buchholzen), Дёрпхольц (Dörpholz), Дёрпмюле (Dörpmühle), Дурхсхольц (Durchsholz), Эндрингхаузен (Endringhausen), Энгельсбург (Engelsburg), Форстен (Forsten), Гренцваль (Grenzwall), Хаккенберг (Hackenberg), Хазенберг (Hasenberg), Хенкельсхоф (Henkelshof), Кревинклер-брюке (Kräwinklerbrücke), Леверкузен (Leverkusen), Людорф (Lüdorf) и Трекназе (Trecknase).

В некоторых случаях названия жилых массивов выбирались для обозначения районов, в которых они расположены.

## История
Город Ремшайд, по мнению историков, был основан в XII веке и сначала был маленькой деревней, принадлежавшей герцогству Берг. Впервые упоминается в 1173/1189 году как Remscheit. Ремшайд упоминается несколько раз под разными названиями: в 1217 году как Remissgeid, 1251 — Remscheid, 1308 — Renscheit, 1312 — Rymschyt, около 1350 года — Rembscheidt, 1351 — Rymscheid, 1400 — Reymsceit, 1402 — Reymscheit, 1405 и 1407 — Rympscheit, 1413 — Remscheyt, 1441 — Remscheit и Remschett, 1487 — Reymscheyd и 1639 — Rembscheid..
Во время Наполеоновских войн поселение с 1806 входило в кантон Ронсдорф в округе Эльберфельд великого герцогства Клеве и Берг. Статус города Ремшайд получил в 1808 году, когда его население составляло 6135 человек. Бурное экономическое развитие Рурской области способствовало увеличению населения Ремшайда. С 1815 года город принадлежал Пруссии и входил в состав района Леннеп. Город Леннеп получил статус города еще в 1230 году и был крупным торговым центром, входил в Ганзу. Однако в ходе индустриализации Ремшайд превзошёл по своему развитию и значению город Леннеп и с 1888 года вышел из состава района Леннеп, став вольным городом. В 1893 году в Ремшайде появился трамвай.
1 августа 1929 состоялась административная реформа, в ходе которой город Ремшайд был объединён с городами Леннеп и Люттрингаузен. Новый населённый пункт сохранил название Ремшайд. Таким образом Ремшайд стал крупным городом с населением более 100 000 жителей.
В период национал-социализма из Ремшайда было вывезено в концентрационные лагеря около 170 евреев и 30 политических противников режима.
Во время Второй мировой войны Ремшайд был серьёзно разрушен в ходе авиационных налетов 31 июля 1943 года. В тот день погибло не менее 1000 человек и 6000 получили ранения. 14—15 апреля 1945 года Ремшайд заняли американские войска. В мае их сменили британские военные, которые были дислоцированы в городе до 1952 года. Послевоенное восстановление города продолжалась до 1960-х годов.
В 1975 город увеличился за счёт присоединения к нему Бергиш-Борна. В 1986 году в городе открылся первый большой торговый комплекс в центре «Allee-Center Remscheid».
8 декабря 1988 года на улице Штокдер-Штрассе упал американский бомбардировщик типа A-10 Thunderbolt II, в результате чего погибли 6 человек и 50 были ранены.
В 2006 году Ремшайд стал первым в истории городом, установившим фиктивную автобусную остановку для страдающих старческим склерозом.

## Достопримечательности
- Исторический центр города Ремшайд
- Исторические центры городов в Леннеп (116 памятников архитектуры) и Люттрингхаузен
- Тео-Отто-Театр (Teo-Otto-Theater)
- Городская ратуша (1906)
- Дом Клефф (Haus Cleff) — один из самых красивых в городе. Здесь расположен городской архив.
- Евангельская городская церковь (Леннеп, XIII в.)
- Мюнгстенский мост (самый высокий стальной мост Германии — 107 м)
- Наполеоновский мост (1846—1849)
- Немецкий музей Рентгена (недалеко от дома, в котором родился Вильгельм Конрад Рёнтген)
- Музей текстиля (в районе Леннеп)
- Немецкий музей инструментов (нем.)
- Городская картинная галерея
- Городской парк (центр города)